# Internet and computing core certification
Internet and computing core certification (IC3) è una certificazione internazionale che attesta le competenze di base nell'uso del personal computer. Risulta una certificazione valida per attestare le competenze informatiche al pari delle certificazioni ECDL ed IDCERT.
Il programma è gestito a livello mondiale da Certiport .
Per conseguire questa certificazione bisogna sostenere i seguenti 4 esami (per la versione IC3 2005 plus).

## Computing Fundamentals
- Tipi di computer
- Funzione dei dispositivi hardware
- Componenti informatici
- Manutenzione di dispositivi informatici
- Risolvere problemi che riguardano l'hardware
- Come il software viene sviluppato e aggiornato
- Tipi di software
- Comprendere cos'è un sistema operativo, come funziona
- Risolvere i problemi principali legati al sistema operativo
- Manipolare e controllare il desktop di Windows, i file e i dischi
- Comprendere come cambiare le impostazioni di configurazione del sistema, installare ed eliminare software

## Key Applications
- Essere in grado di aprire e chiudere un applicativo Windows, utilizzare le varie guide incluso la Guida in Linea
- Identificare gli elementi sullo schermo che sono comuni agli applicativi Windows, cambiare le impostazioni e gestire file all'interno di un applicativo
- Usare le funzioni comuni di editing e formattazione
- Eseguire le funzioni fondamentale per la stampa
- Essere in grado di formattare testo e documenti incluso l'uso di strumenti di formattazione automatici
- Essere in grado di inserire, modificare e formattare tabelle in un documento
- Essere in grado di modificare i dati contenuti nel foglio di lavoro, la struttura del foglio e la formattazione dei dati contenuti nel foglio
- Essere in grado di ordinare e manipolare i dati in un foglio usando formule e funzioni, aggiungere e modificare grafici in un foglio di lavoro.
- Esser in grado di creare e formattare presentazioni semplici

## Living Online
- Identificare i componenti, i vantaggi e i rischi di una rete di computer.
- Identificare la relazione tra le reti informatiche e altre reti di comunicazione (come la rete telefonica) e Internet
- Individuare come funziona la posta elettronica
- Comprendere come utilizzare un applicativo di posta elettronica
- Comprendere l'uso appropriato dell'e-mail e della "netiquette"
- Individuare le diverse fonti di informazioni disponibili su Internet
- Essere in grado di usare un Web browser
- Essere in grado di cercare informazioni su Internet
- Individuare come sono utilizzati i computer in ambiente lavorativo, scolastico e domestico
- Identificare i rischi nell'uso dell'hardware e software
- Comprendere come usare i computer e Internet in modo sicuro, legale, etico e responsabile

## Database Applications
- Comprendere i motivi per cui viene usato un database
- Essere in grado di creare un nuovo database e modificarne gli oggetti più comuni
- Essere in grado di creare, modificare e manipolare i dati in una tabella
- Essere in grado di creare, usare e modificare  una maschera
- Essere in grado di creare, eseguire e modificare una query
- Essere in grado di creare, usare e modificare un report